# Aidan Quinn
Aidan T. Quinn (Chicago, 8 maart 1959) is een Amerikaans acteur van Ierse afkomst. Hij werd voor zowel de televisiefilm An Early Frost (1985) als Bury My Heart at Wounded Knee (2007) genomineerd voor een Emmy Award. Hij won samen met de gehele cast van bioscoopfilm Songcatcher daadwerkelijk de juryprijs op het Sundance Film Festival 2000.
Quinn trouwde in 1987 met de actrice Elizabeth Bracco, met wie hij in 1989 dochter Ava Eileen kreeg en in 1998 dochter Mia. Hij komt zelf uit een gezin van vijf kinderen, van wie alleen broer Robert geen filmwerkzaamheden op zijn cv heeft staan. Jongere broer Paul was de regisseur en producent van Quinns film This Is My Father, oudere broer Declan werkte aan meer dan veertig films als cameraman (onder meer aan This Is My Father) en jongere zus Marian is een actrice, die onder meer samen met hem speelde in This Is My Father en Evelyn. Net als Quinn werden ook zijn broers al eens beloond met een filmprijs voor hun werkzaamheden. Marian werd in 2008 genomineerd voor de Rising Star Award bij de Irish Film and Television Awards.

## Filmografie
*Exclusief televisiefilms, tenzij aangegeven
| - Blacklight (2022) - Unknown (2011) - Elle s'appelait Sarah (2010) - Handsome Harry (2009) - The Eclipse (2009) - A Shine of Rainbows (2009) - Wild Child (2008) - 32A (2007) - Dark Matter (2007) - Nine Lives (2005) - Proud (2004) - Return to Sender (2004) - Shadow of Fear (2004) - Cavedweller (2004) - Bobby Jones: Stroke of Genius (2004) - Miracle Run (2004, televisiefilm) - Song for a Raggy Boy (2003) - Evelyn (2002) - Stolen Summer (2002) - Songcatcher (2000) - Music of the Heart (1999) - In Dreams (1999) - Practical Magic (1998) - This Is My Father (1998) | - The Assignment (1997) - Commandments (1997) - Michael Collins (1996) - Looking for Richard (1996) - Haunted (1995) - The Stars Fell on Henrietta (1995) - Legends of the Fall (1994) - Frankenstein (1994) - Blink (1994) - Benny & Joon (1993) - The Playboys (1992) - At Play in the Fields of the Lord (1991) - Avalon (1990) - The Lemon Sisters (1990) - The Handmaid's Tale (1990) - Crusoe (1988) - Stakeout (1987) - The Mission (1986) - Desperately Seeking Susan (1985) - Reckless (1984) |

## Televisieseries
*Exclusief eenmalige gastrollen
- Elementary - Captain Thomas Gregson (2012-2019)
- Canterbury's Law - Matt Furey (2008, vijf afleveringen)
- The Book of Daniel - Daniel Webster (2006, acht afleveringen)
- Third Watch - Lieutenant John Miller (2004-2005, vijf afleveringen)

- Bibsys: 97046989
- Biblioteca Nacional de España: XX1306914
- Bibliothèque nationale de France: cb13978469k (data)
- Catàleg d'autoritats de noms i títols de Catalunya: 981058523065906706
- CiNii: DA13619665
- Gemeinsame Normdatei: 140721509
- International Standard Name Identifier: 0000 0001 1455 8441
- Library of Congress Control Number: no96038347
- Nationale Bibliotheek van Tsjechië: pna2005274534
- Nationale bibliotheek van Australië: 35124885
- Nationale Bibliotheek van Israël: 987007428755705171
- Nederlandse Thesaurus van Auteursnamen: 096358246
- Istituto Centrale per il Catalogo Unico: TO0V282639
- SNAC: w6kh3hgw
- Système universitaire de documentation: 113862261
- Trove: 833749
- Virtual International Authority File: 117741855
- WorldCat: E39PBJp66Bmf8jVKpVPTCG89jC